# Ferran Camps i Vallejo
Ferran Camps i Vallejo (Barcelona, 31 de gener de 1945 - 7 de maig de 2002) fou un periodista, documentalista i polític català.

## Joventut i primer activisme (1945-1970)
Estudià en les Escoles Franceses de Barcelona (avui Ferdinand de Lesseps) i en l'Institut de Batxillerat Ausiàs Marc. Cursà estudis de Dret a la Universitat de Barcelona i de Dret Comparat a les universitats d'Estrasburg, Brussel·les, París, Lisboa, Santiago de Compostel·la, Ljubljana i Trieste.
El 1963 s'afilià a Unió Democràtica de Catalunya i, a partir del 1968, formà part del Consell Nacional i del Comitè de Govern. Durant l'estat d'excepció de 1969 va ser detingut, torturat i finalment empresonat durant 6 mesos per la seva militància política.

## Periodista i militant (1970-1980)
Com a periodista treballà en el setmanari Mundo Internacional i en el diari Mundo diario. Feu col·laboracions en el Diari de Barcelona, El Correo Catalán, Serra d'Or, La Vanguardia, Avui, El País, Oriflama, la Gran Enciclopèdia Catalana, Tele-exprés, Noticiero Universal, Deia, La Veu d'Unió i Catalunya Cristiana. Fou membre del consell de redacció de la revista Canigó.
El 1971 va formar part dels impulsors de l'Assemblea de Catalunya. Participà en el Consell de Forces Polítiques de Catalunya.
Formà part del Comitè de Govern d'Unió Democràtica de Catalunya de 1979-1984.
Participà en l'assemblea fundacional de Convergència Democràtica de Catalunya, tot i que més tard es desvinculà del partit.

## Diputat al Parlament de Catalunya (1980-1990)

### I legislatura
Un cop restablerta la Democràcia, fou elegit diputat per Convergència i Unió a les eleccions al Parlament de Catalunya de 1980 per la circumscripció de Barcelona. Fou membre de la Comissió de Justícia, Dret i Seguretat Ciutadana (18/09/80-20/03/84), de la Comissió de Política Cultural (18/09/80-20/03/84), de la Comissió de Drets Humans (10/10/80-20/03/84), de la Comissió de seguiment per a l'entrada d'Espanya a la CEE (11/11/80-20/03/84), i de la Comissió d'Organització i Administració de la Generalitat i Govern Local (23/09/82-20/03/84).
En representació del Parlament de Catalunya defensà en el Congrés de Diputats la Proposició de Llei del Parlament de Catalunya sobre la concessió d'un tercer canal de televisió de titularitat estatal a la Generalitat.
Fou membre de la Corporació Catalana de Ràdio i Televisió (1983-1984).
Fou designat vocal al Consell Català del Moviment Europeu en representació d'Unió Democràtica de Catalunya (1982-??).
Formà part del Comitè de Govern d'Unió Democràtica de Catalunya de 1979 a 1984.

### II legislatura
Reelegit diputat a les eleccions al Parlament de Catalunya de 1984 i escollit portaveu segon del Grup Parlamentari de Convergència i Unió. Va ser membre de la Comissió d'Organització i Administració de la Generalitat i Govern Local (14/06/84-04/04/88), de la Comissió de Justícia, Dret i Seguretat Ciutadana (14/06/84-04/04/88), de la Comissió de Política Cultural (14/06/84-04/04/88), de la Comissió Parlamentària del Síndic de Greuges (14/06/84-04/04/88), de la Comissió per al Seguiment del Procés d'Integració de l'Estat Espanyol en les Comunitats Europees (16/09/86-04/04/88), de la Comissió d'Indústria, Energia, Comerç i Turisme (26/11/86-17/02/87), de la Comissió d'Estudi sobre les Bosses de Pobresa (24/03/88-04/04/88). Fou president de la Comissió per al Seguiment del Procés d'Integració de l'Estat Espanyol en les Comunitats Europees (23/09/86-04/04/88) i membre de la Diputació Permanent (20/06/84-16/06/88).
També dirigí el Congrés del Mouvement Européen organitzat pel Consell Català del Moviment Europeu a Barcelona el 1988.

### III legislatura
Reelegit diputat a les eleccions al Parlament de Catalunya de 1988 i portaveu segon del Grup Parlamentari de Convergència i Unió (17/06/88-21/07/88). Va ser membre de la Comissió de Justícia, Dret i Seguretat Ciutadana (29/06/88-28/09/90), de la Comissió de Política Cultural (29/06/88-23/10/90), de la Comissió del Síndic de Greuges (29/06/88-23/10/90), de la Comissió d'Organització i Administració de la Generalitat i Govern Local (29/06/88-18/05/89), de la Comissió de Seguiment Catalunya-CEE (15/03/89-23/10/90), de la Comissió de Seguiment dels Jocs Olímpics del 1992 (29/11/89-19/12/89). Fou president de la Comissió de Justícia, Dret i Seguretat Ciutadana (29/06/88-29/11/89) i membre de la Diputació Permanent (29/06/88-03/07/89).
En representació del Parlament de Catalunya defensà en el Congrés de Diputats la Proposició de Llei sobre la devolució del patrimoni espoliat a conseqüència de la Guerra Civil.
El maig de 1989 un tumor cerebral l'obligà precipitadament a abandonar la política. El 23/10/1990 presentà la dimissió com a parlamentari català.

## La recuperació del patrimoni històric (1992-2002)
Amb l'ajuda de Clotilde Parellada, el 1991 inicià la compilació dels articles de 1929 a 1936 de Luigi Sturzo al diari el Matí.
El 1996 va iniciar la recuperació del patrimoni històric i documental d'Unió Democràtica de Catalunya creant l'Arxiu Històric del partit. L'any 2002 la seva tasca al capdavant de l'Arxiu Històric culminà amb la documentació i assessorament de l'exposició "Venim d'un passat ple de futur" al Museu d'Història de Catalunya amb motiu del 70è aniversari de la fundació d'Unió Democràtica de Catalunya.
L'abril de 2002 patí un accident i morí el 7 de maig.

## El llegat
El 2 de juny del 2002, en el marc del 22è Congrés Nacional d'Unió Democràtica de Catalunya i a proposta de la Unió de Joves, s'aprovà que l'Arxiu Històric d'Unió Democràtica de Catalunya passés a ser l'Arxiu Històric Ferran Camps.
En el 24è Congrés Nacional d'Unió Democràtica de Catalunya es modificaren els Estatuts del partit i s'institucionalitzà l'Arxiu Històric Ferran Camps. En el 6è article s'establí que "el partit vetllarà per la protecció i la difusió de l'Arxiu Històric Ferran Camps, que n'esdevindrà el centre de documentació" i en el 80è article que "la Mesa del Consell Nacional trametrà còpia de totes les ponències, mocions i resolucions rellevants del partit, aprovades en els respectius congressos i consells nacionals, amb les diferents esmenes i propostes debatudes, així com els altres documents i materials d'interès dels quals, des dels diferents òrgans executius del partit, es 
consideri convenient deixar constància expressa." 

## Obres
- L'hora del Mercat Comú (1970)
- Luigi Sturzo: articles a El Matí (1929-1936) (1992)
- Pau Romeva i Ferrer (1892-1968), un pedagog, un periodista i un polític. Fundador d'Unió Democràtica de Catalunya (1995)
- Joan Baptista Roca i Caball (1898-1976), impulsor de la pau civil (1998)